# Ferdinand phiêu lưu ký
Ferdinand là bộ phim hoạt hình máy tính 3D hài hước Mỹ năm 2017; do Blue Sky Studios và 20th Century Fox Animation sản xuất. Phim dựa trên cuốn sách thiếu nhi của Munro Leaf và Robert Lawson, câu chuyện về Ferdinand và được Carlos Saldanha đạo diễn và dàn lồng tiếng John Cena, Kate McKinnon, Anthony Anderson, Bobby Cannavale, Peyton Manning, Gina Rodriguez, Miguel Ángel Silvestre, David Tennant. Phim nhận được đề cử giải Quả cầu vàng cho phim hoạt hình hay nhất và giải Quả cầu vàng cho ca khúc trong phim hay nhất ("Home") tại lễ trao giải Quả Cầu Vàng lần thứ 75. Phim được phát hành tại Hoa Kỳ vào ngày 15 tháng 12 năm 2017 định dạng 3D và 2D.

## Cốt truyện
Ferdinand (John Cena) là một chú bò tót Tây Ban Nha thích ngửi hoa và tập luyện không bạo lực hơn lao đầu vào tấm vải đỏ của người đấu bò trên đấu trường. Nhưng khi thảm kịch đến với chú bò, chú bị đưa đến một sân giác đấu, và Ferdinand cần phải quyết định xem chú có phải là một con bò đấu sĩ hoặc một con bò to lớn, thích ngửi hương hoa, để kiếm tự do của mình.

## Sản xuất
Trong năm 2011, có thông báo rằng 20th Century Fox Animation đã mua bản quyền cuốn sách thiếu nhi Câu chuyện về Ferdinand của tác giả Munro Leaf để chuyển thể nó thành phim hoạt hình máy tính với Carlos Saldanha làm đạo diễn. Vào tháng 5 năm 2013, Fox đặt tựa đề phim chỉ đơn giản là Ferdinand, do Blue Sky Studios sản xuất. John Powell, thường xuyên cộng tác với Saldanha, sẽ sáng tác số điểm của bộ phim. Vào tháng 11 năm 2016, Gabriel Iglesias sáng tác thêm nhân vật có tên Cuatro, một con nhím.